# Pidgeon Pagonis
Pour les articles homonymes, voir Pagonis.
Pidgeon Pagonis naît en 1986 à Chicago aux États-Unis. Ses occupations sont l'écriture, l'art, le militantisme et le consulting sur les questions de droits humains concernant les personnes intersexes, notamment au sein de la lutte contre les mutilations génitales intersexes (en).

## Enfance et formation
Pidgeon Pagonis naît en 1986 à Chicago dans l'Illinois et a une ascendance mexicaine et grecque. Dans son enfance, Pidgeon Pagonis reçoit un diagnostic de syndrome d'insensibilité partielle aux androgènes. Son diagnostic ne lui est pas expliqué, ses parents l'élèvent en tant que fille, et lui disent que son absence d'ovaires fait suite à une opération dans le cadre d'un cancer ovarien (alors que ce sont en réalité des testicules internes qui lui ont été retirés). Pidgeon Pagnis subit une série de chirurgies qui visent à modifier ses organes génitaux. En 2020, Pigeon Pagonis apprend que son diagnostic de syndrome d'insensibilité aux androgènes est incorrect.
Pidgeon Pagonis apprend en quoi consiste l'intersexuation lors de sa première année d'études universitaires, à l'occasion d'une conférence à l'université DePaul. Cela l'amène à accéder à son dossier médical et à apprendre la vérité sur sa condition,. Pidgeon Pagonis se définit comme queer et non-binaire et préfère qu'on emploie le pronom they quand on l'évoque,.
Au terme de sa formation à DePaul, Pidgeon Pagonis reçoit un baccalauréat et un master en études femmes et genre.

## Militantisme
Pidgeon Pagonis rejoint l'organisation InterACT (en) quelques années après avoir découvert sa propre intersexuation et coordonne le programme jeunesse de cette structure. En 2013, Pidgeon Pagonis témoigne avec Mauro Cabral, Natasha Jiménez (en) et Paula Sandrine Machado devant la Commission interaméricaine des droits de l'homme au sujet des interventions médicales qui lui ont été imposées en tant qu'enfant intersexué,. Son témoignage a également été recueilli dans le documentaire Intersexion, sorti en 2012.
En 2014, à son tour, Pidgeon Pagonis tourne un documentaire intitulé The Son They Never Had: Growing Up Intersex (Le fils qu'ils n'ont jamais eu: une enfance intersexe), et parcourt les États-Unis pour lutter contre les mutilations génitales intersexes (en), aussi nommées « chirurgies correctives ». Un texte accompagnant le film a été publié dans une revue de bioéthique, Narrative Inquiry in Bioethics,. Le documentaire a été présenté au Leeds Queer Film Festival au Royaume - Uni en mars 2017.
En 2015, Pagonis crée sur les réseaux sociaux la campagne #intersexstories à l'occasion de la Journée de sensibilisation intersexe. La campagne attire un public important et de nombreuses personnes intersexes partagent leurs histoires. Pagonis apparaît également dans une vidéo BuzzFeed concernant les corps, les identités, et les expériences des personnes intersexes,.
Pagonis écrit pour le site pour Everyday Feminism, publiant des articles sur des thématiques variées, telles que le racisme anti-noir dans la communauté intersexe, interviewant à cette occasion Sean Saifa Wall, et réfléchit dans ses publications sur l'inclusion des personnes intersexes dans l'acronyme LGBTQA.
Pidgeon Pagonis fait une apparition dans un épisode de 2016 de la série télévisée Transparent. Ce rôle est créé à la suite d'une discussion lors de sa rencontre avec la créatrice de la série, Jill Soloway, lors d'une cérémonie de remise de prix à la Maison-Blanche.
Pidgeon Pagonis est apparu sur la couverture du numéro de janvier 2017 du National Geographic "Gender Revolution" (La révolution du genre), après avoir dénoncé avec d'autres militants intersexes le fait que le magazine définissait l'intersexuation comme un trouble plutôt qu'une variation. National Geographic a répondu à la pression des lecteurs en mettant à jour la définition sur le numéro en ligne,.
En juin 2017, Pidgeon Pagonis apparaît dans une vidéo du site Teen Vogue aux côtés de deux militantes pour les droits des personnes intersexes, Emily Quinn et Hanne Gaby Odiele, dans laquelle est expliqué ce que signifie être intersexe.

## Prix et reconnaissance
Pidgeon Pagonis était parmi les neuf artistes LGBT honorés en tant que Champion of Change (champion du changement) à la Maison-Blanche sous Barack Obama en 2015.